# Le Luot
Le Luot ist eine französische Gemeinde mit 285 Einwohnern (Stand: 1. Januar 2022) im Département Manche in der Normandie. Sie gehört zum Kanton Bréhal und zum Arrondissement Avranches. 

## Geographie
Sie grenzt im Nordwesten an La Mouche, im Norden an Le Tanu, im Osten an Le Parc, im Süden an Chavoy, im Südwesten an Saint-Jean-de-la-Haize und im Westen an Subligny. Das Gemeindegebiet wird im Norden vom Flüsschen Braize durchquert.

## Bevölkerungsentwicklung
| Jahr      | 1962 | 1968 | 1975 | 1982 | 1990 | 1999 | 2008 | 2018 |
| --------- | ---- | ---- | ---- | ---- | ---- | ---- | ---- | ---- |
| Einwohner | 308  | 278  | 241  | 219  | 209  | 176  | 214  | 282  |

## Sehenswürdigkeiten

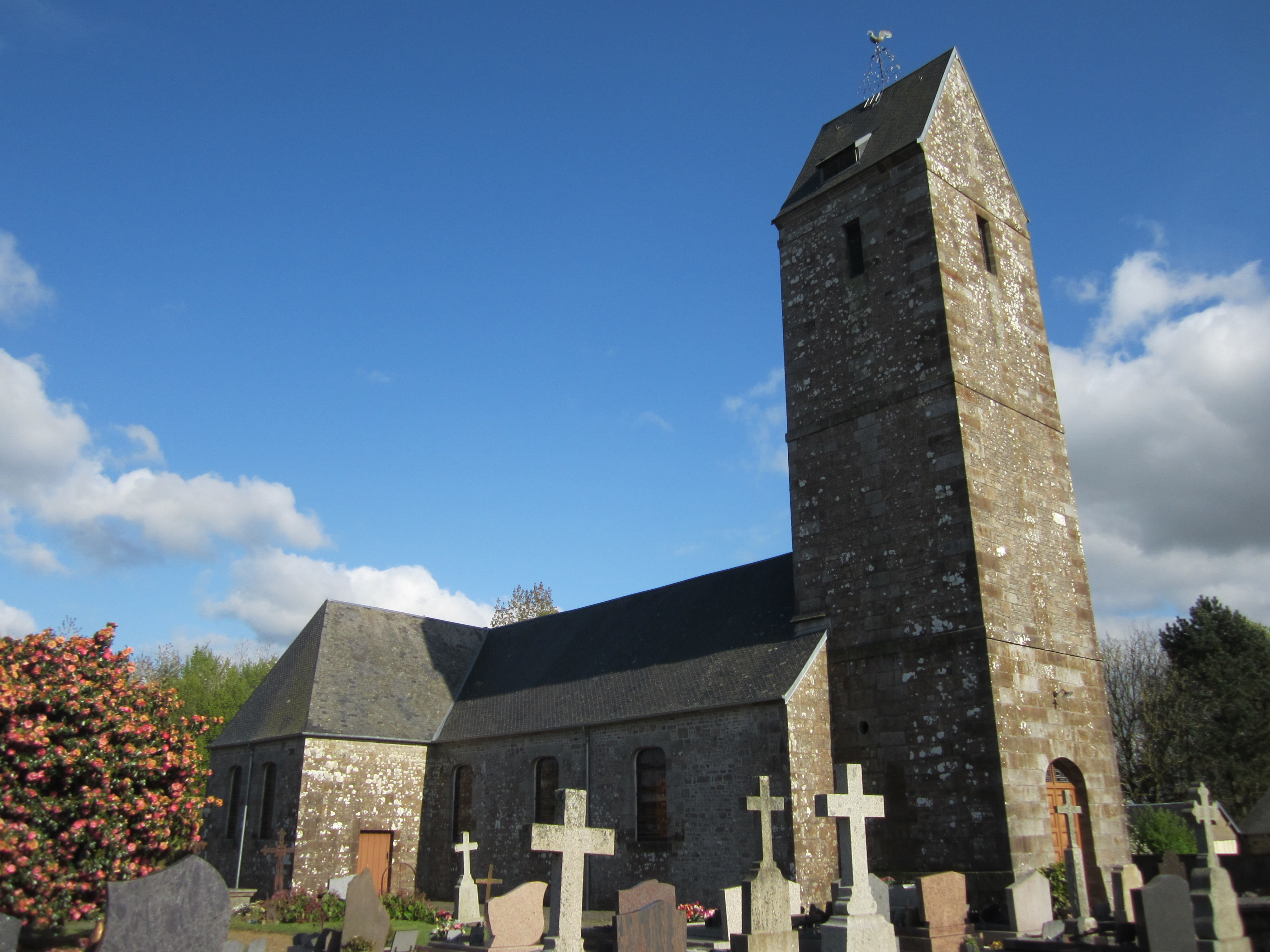
Kirche Saint-Pierre-Saint-Paul

- Kirche Saint-Pierre-Saint-Paul